# Hoplodrina taraxaci
Hoplodrina taraxaci là một loài bướm đêm trong họ Noctuidae.